# Ronald Fisher
Ronald Aylmer Fisher (Londres, Reino Unido, 17 de febrero de 1890 – Adelaida, Australia, 29 de julio de 1962), conocido como Ronald Fisher, fue un estadístico y biólogo británico que usó la matemática para combinar las leyes de Mendel con la selección natural, de manera que ayudó así a crear una nueva síntesis del darwinismo conocida como la síntesis evolutiva moderna, y también un prominente eugenista en los primeros años de su vida.
En 1919 empezó a trabajar en Rothamsted Research, una estación agrícola experimental donde desarrolló el análisis de la varianza para analizar los inmensos datos de sus cultivos desde 1840, y donde en los próximos años estableció su reputación como bioestadístico. También fue uno de los mayores fundadores de la genética de poblaciones. Entre otras cosas, resumió el principio de Fisher, propuso el denominado modelo de selección sexual runaway y la hipótesis del hijo sexy, e ideó la ecuación de Fisher, el valor reproductivo y la desigualdad de Fisher.
Anders Hald le llamó «un genio que, casi a solas, creó los fundamentos por la ciencia moderna estadística», mientras Richard Dawkins lo nombró «el biólogo más grande desde Darwin. No solo fue el más original y constructivo de los arquitectos de la síntesis neo-darwiniana. Fisher también fue el padre de la estadística moderna y diseño experimental. Así también se puede decir que fue el que dio a investigadores de la biología y la medicina con sus herramientas más importantes, y también con la versión moderna del teorema central de la biología«.» Geoffrey Miller dijo de él: «Para los biólogos, fue un arquitecto de la ‹síntesis moderna› que utilizó modelos matemáticos para integrar las leyes de Mendel con las teorías de la selección biológica de Charles Darwin. Para los psicólogos, Fisher fue el inventor de varias pruebas estadísticas que se deben usar siempre que sea posible en las revistas psicológicas. Para los granjeros, fue el fundador de investigaciones en la agricultura, y salvó a millones de morir de hambre a través de programas racionales de cultivo.»

## Academia

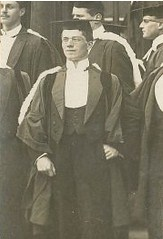
Ronald Fisher en 1912, en su ceremonia de graduación en la Universidad de Cambridge.

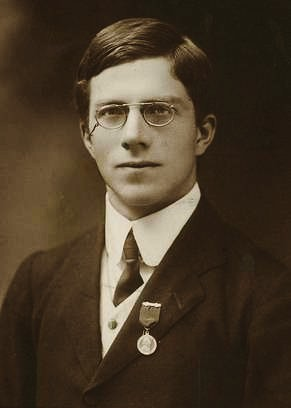
Ronald Fisher, en 1913.

Fisher ganó una beca para estudiar matemática a la Universidad de Cambridge en 1909 y matriculó de honor en astronomía en 1912. En 1915 publicó un papel The evolution of sexual preference (La evolución de preferencia sexual) sobre la selección sexual y selección intersexual. Fisher publicó The Correlation Between Relatives on the Supposition of Mendelian Inheritance ("La correlación entre parientes sobre la suposición de la herencia mendeliana") en 1918, en lo cual se adelantó el modelo conceptual genético que muestra que la variación continua (el primer uso del término varianza en la estadística) entre caracteres biológicos podría ser resultado de las leyes de Mendel, reconciliando así estas con la evolución gradual. El artículo también fundó la genética cuantitativa moderna y usaba el método estadístico de biometría para crear los fundamentos de la genética biométrica.
Se redescubrieron las leyes de Mendel en 1900 con la escuela de biométrica dirigida por Karl Pearson, seguidor de la idea de Charles Darwin de que diferencias pequeñas importan mucho para la evolución, mientras la escuela mendeliana, dirigida por William Bateson, pensaba que con la obra de Gregor Mendel se mostró que la evolución funciona con largas diferencias. Joan Box, la biógrafa e hija de Fisher, dijo que se había resuelto este problema ya en 1911.
Junto con Sewall Wright y J. B. S. Haldane, Fisher es uno de los principales fundadores de la genética de poblaciones, que logró conciliar la metodología biométrica con la genética mendeliana, la primera fase de la síntesis evolutiva moderna.[cita requerida]
El interés de Fisher en la genética y la evolución se despertó en Cambridge, con la lectura de una serie de artículos de Karl Pearson ("Mathematical Contributions to the Theory of Evolution" [Contribuciones matemáticas a la teoría de la evolución)]. En la misma universidad, los mendelianos eran la escuela dominante, y Fisher pronto estuvo convencido de que el mendelismo era el principal mecanismo de la herencia.[cita requerida]

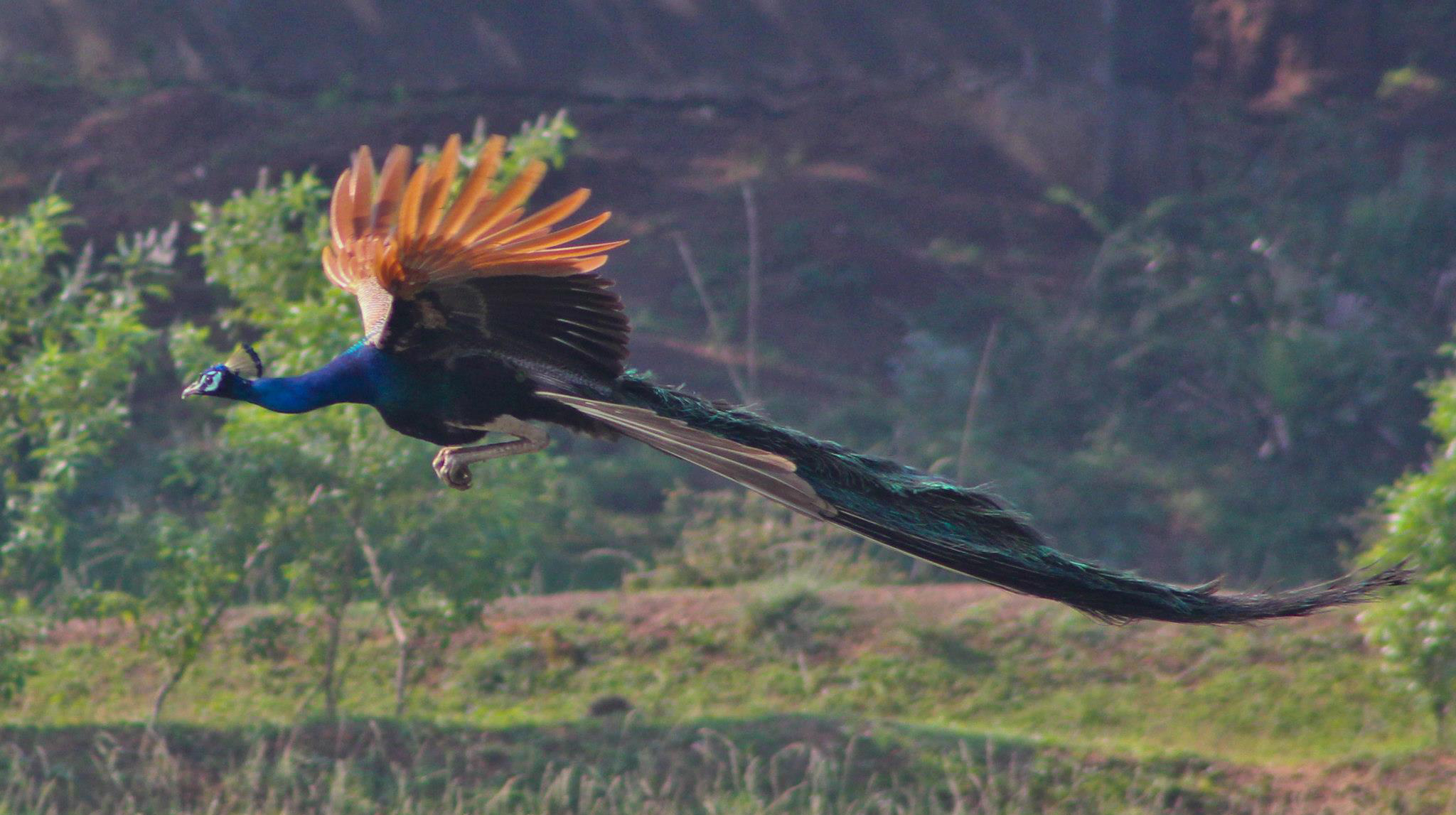
La cola del pavo real en vuelo, el ejemplo clásico del modelo de selección autorreforzante de Fisher.

Fisher sentó las bases de la genética poblacional, demostrando que la posibilidad de que una mutación incremente la adaptación de un organismo disminuye con la magnitud de la mutación y que las poblaciones más grandes conllevan más variación, de modo que tienen una mayor probabilidad de supervivencia. También propuso el Fisherian runaway que describe una conjetura de cómo la selección sexual, generalmente en una especie como el pavo real, crea la cola larga y colorida del macho como una ornamentación sexual.
En un libro de 1930, The Genetical Theory of Natural Selection (La teoría genética de la selección natural), Fisher resumió el principio de Fisher, lo cual demuestra por qué la proporción de sexo entre varones y hembras es casi siempre 1:1.
En el modelo geométrico de Fisher explicó la distribución de los efectos de las mutaciones que puedan contribuir a la adaptación evolutiva.

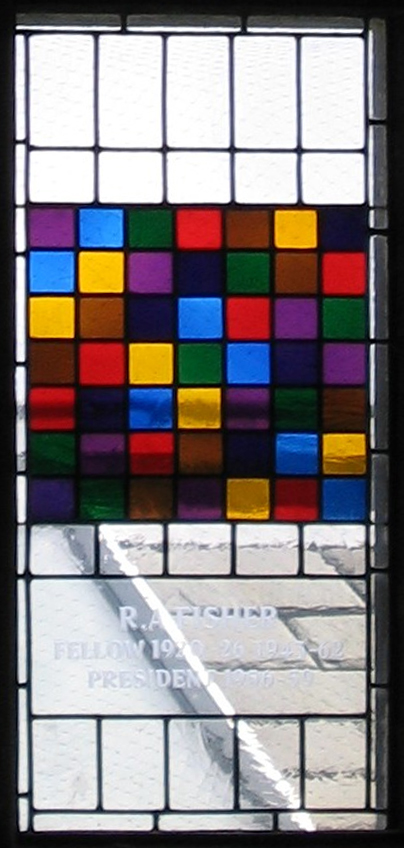
El vitral en el salón comedor de Gonville y Caius College, en Cambridge, Inglaterra, que conmemora a Ronald Fisher y representa un cuadrado latino, analizado por él en The Design of Experiments.

Su respuesta al problema estadístico de los investigadores en biología y agronomía fue introducir y desarrollar ideas originales en el campo de la inferencia estadística y en el diseño de experimentos. Por ejemplo, descubrió la utilidad del uso de los cuadrados latinos para mejorar significativamente los métodos agrícolas, cuando se hallaba investigando la eficacia de los fertilizantes en el rendimiento de las cosechas e intentando que la calidad de la tierra no fuese un factor indeseable que influyese en el rendimiento de la cosecha. También fue responsable de la prueba exacta de Fisher y de la hipótesis nula, ambos aplicados en el experimento de la catadora de té, presentado en su libro The Design of Experiments (1935).
En 1936 introdujo el conjunto de datos iris de Fisher como un ejemplo de análisis discriminante lineal.
En su artículo de 1937 The wave of advance of advantageous genes (La ola de avance de genes beneficiosos) se propuso la ecuación de Fisher en el contexto de la dinámica de poblaciones para describir la sembranza espacial de un alelo beneficioso y explorar sus soluciones de ola viajando. A partir de allí surgió la ecuación de Fisher-Kolmogorov.
En 1938, Fisher y Frank Yates describieron el algoritmo de Fisher-Yates con Frank Yates en el libro Statistical tables for biological, agricultural and medical research (Tablas estadísticas para la investigación biológica, agrícola y médica). Su descripción del algoritmo usaba lápiz y papel; una tabla de números aleatorios aportaba lo aleatorio.
A pesar de ser un oponente prominente de la estadística bayesiana, fue Fisher quien usó la palabra bayesiana por primera vez.
Él fue el primero en usar ecuaciones de difusión para intentar calcular la distribución de la frecuencia de alelo y la estimación de ligamiento usando métodos de máxima verosimilitud entre poblaciones.

## Biografía

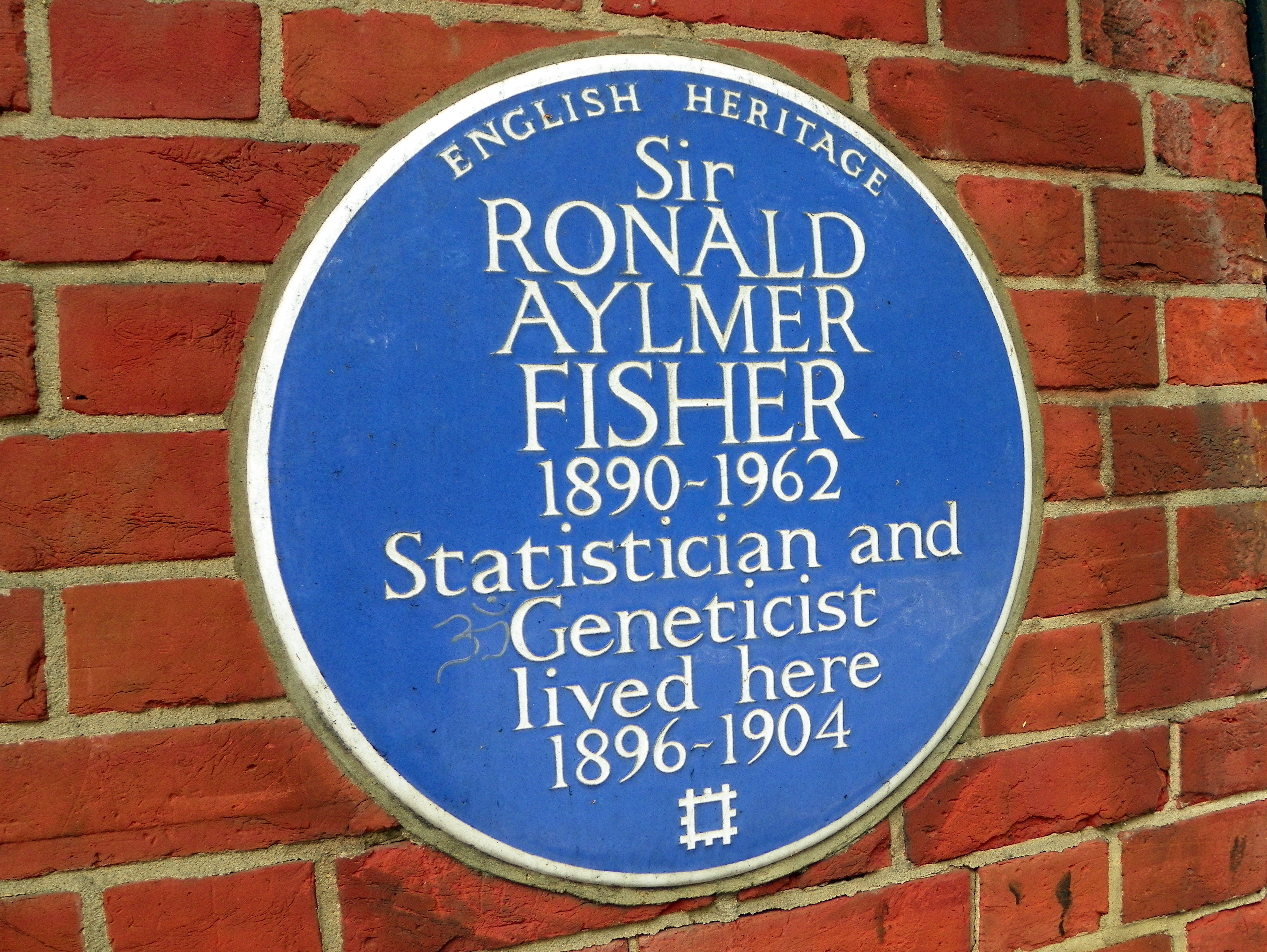
Placa azul en el domicilio de Fisher

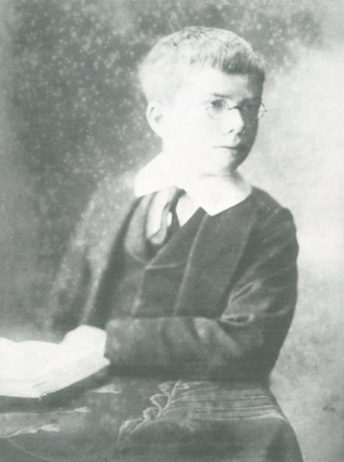
Ronald Fisher, en su infancia.

Fisher fue uno de los dos gemelos que nacieron en East Finchley, Londres, el único que sobrevivió: su hermano murió en el parto. Tuvo tres hermanas y un hermano mayores. Desde 1896 hasta 1904 vivió en Inverforth House, donde English Heritage colocó una placa azul en el 2002. Su madre, Kate, murió a los 14 años, y 18 meses más tarde su padre George, un socio en una empresa de subastadores comerciantes de artes finos, Robinson & Fisher, perdió su negocio.
Debido a sus problemas de la vista, lo mismo que lo causó el Ejército Británico a rechazarlo para la Primera Guerra Mundial, él aprendió sin usar papel ni pluma, lo cual desarrollaba su habilidad en visualizar problemas geométricos. Sin embargo esta falta de escribir derivaciones por soluciones matemáticas, o pruebas. A los dieciséis años ganó la medalla de Neeld por matemática mientras se atendió Harrow School. En 1909 la escasez de sus recursos económicos y su capacidad académica le valieron una beca para cubrir su estancia en el Gonville y Caius College de la Universidad de Cambridge.
Durante la Primera Guerra Mundial, Fisher atravesó momentos de extrema carestía económica. A pesar de las dificultades, comenzó a escribir reseñas de libros para la Eugenic Review e incrementó gradualmente su interés en el trabajo genético y estadístico.
En 1919 Fisher empezó a trabajar en la Rothamsted Experimental Station (Harpenden, Hertfordshire, Inglaterra). Allí comenzó el estudio de una extensa colección de datos, cuyos resultados fueron publicados bajo el título general de Studies in Crop Variation. Durante los siguientes siete años, se dedicó al estudio pionero de los principios del diseño de experimentos (The Design of Experiments, 1935), elaboró sus trabajos sobre el análisis de varianza y comenzó a prestar una atención especial a las ventajas metodológicas de la computación de datos (Statistical Methods for Research Workers, 1925).
En 1929 fue admitido en la Royal Society. El reconocimiento hizo crecer su fama y se convirtió en un investigador docente de prestigio internacional.
En 1933 se posesionó Rothamsted para ocupar la cátedra de Eugenesia en la University College London. En 1939, con el inicio de la guerra, la cátedra fue disuelta y se exilió a Rothamsted.
En 1943, después de atravesar una larga crisis económica y personal, ocupó la Cátedra de Genética en Cambridge. Sus trabajos sobre el cromosoma del ratón culminaron en 1949 con la publicación de The Theory of Inbreeding. En 1947 fundó junto con Cyril Darlington la revista Heredity.
Después de retirarse de Cambridge en 1957 se integró como investigador sénior en el CSIRO en Adelaida, Australia. Murió de cáncer de colon en 1962.

## Eugenesia

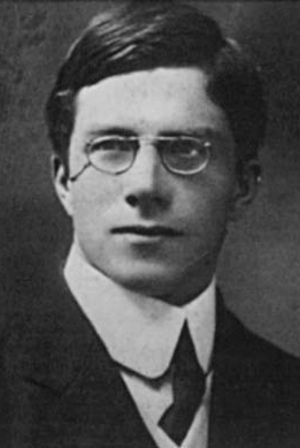
Fisher, en 1912.

Fisher se había convertido en uno de los fundadores más activos de la Sociedad de Eugenesia junto con John Maynard Keynes, R. C. Punnett y Horace Darwin. Un tercio de su libro The Genetical Theory of Natural Selection consistió en una síntesis de la literatura ya publicada al respecto, y a la aplicación de estas ideas al ser humano. Fisher atribuía el declive y la caída de las civilizaciones al hecho de que se había alcanzado un momento histórico en el que había comenzado a decaer la fertilidad de las clases altas. Utilizando los datos del censo de 1911 para Gran Bretaña, Fisher mostraba la relación inversa entre fertilidad y clase social. La causa, en su opinión, radicaba en el incremento del estatus social de las familias que no eran capaces de producir mucha descendencia, pero que habían crecido por las ventajas económicas asociadas a tener un número reducido de hijos. Para superar esta "lacra", Fisher proponía que las ventajas económicas de las que disfrutaban las familias pequeñas, desaparecieran por medio de subsidios estatales.[cita requerida]
Entre 1929 y 1934 Fisher participó muy activamente en la campaña emprendida por la Eugenics Society a favor de la aprobación de una ley que permitiese la esterilización sobre la base de criterios eugénicos, una esterilización voluntaria y positiva que nunca se aplicase como castigo.[cita requerida]

## Controversias
Se opuso a la cuestión racial de la UNESCO, creyendo que las evidencias y la experiencia cotidiana mostraban que grupos de seres humanos difieren profundamente «en su capacidad innata por desarrollos intelectuales y emocionales»" concluyendo que el «problema práctico internacional es el de aprender a compartir los recursos de este planeta amigablemente con personas de naturaleza material», y que «este problema se nubla por esfuerzos bien intencionados que buscan minimizar las diferencias existen». La declaración modificada, titulada «The Race Concept: Results of an Inquiry» (1951) se acompañó con el comentario disconforme de Fisher.
Fisher habló en público contra el estudio de 1950 que mostraba que el tabaco causa cáncer de pulmón, arguyendo Post hoc ergo propter hoc (después de esto, por lo tanto, a consecuencia de esto), es decir, que una correlación positiva entre dos factores no implica causalidad entre ellos.

## Reconocimiento y legado
Fisher se adhirió al Royal Society en 1929 y se lo convirtió en Knight Bachelor la reina Isabel II en 1952 y premiado por la Sociedad Linneana de Londres con la Medalla Darwin-Wallace en 1958.
En 1950, Maurice Wilkes y David Wheeler usaron el EDSAC para resolver una ecuación diferencial que relaciona las frecuencias alélicas en un artículo escrito por Fisher. Esto representa el primer uso de una computadora para resolver un problema en la biología. La distribución Kent (también conocida como la distribución Fisher–Bingham) se nombró así por Fisher y Christopher Bingham en 1982, mientras que el núcleo de Fisher lleva su nombre desde 1998.
El R. A. Fisher Lectureship es un premio que consiste de dar una conferencia, que se da cada siglo en América del Norte que se estableció en 1963. El 28 de abril de 1998 un planeta menor, 21451 Fisher, se nombró por él.

### Biografías
- Box, Joan Fisher (1978) Ronald Fisher: The Life of a Scientist, New York: Wiley, ISBN 0-471-09300-9. Preface
- Frank Yates & Kenneth Mather (1963) Ronald Aylmer Fisher. Biographical Memoirs of Fellows of the Royal Society of London 9:91-120 Available on University of Adelaide website